# 鼓楼街道 (昆明市)
鼓楼街道，是中华人民共和国云南省昆明市盘龙区下辖的一个乡镇级行政单位。

## 行政区划
鼓楼街道下辖以下地区：
桃源社区、灵光社区、交三桥社区、栗树头社区和凤凰社区。